# 기베리크티스속
기베리크티스속(Gibberichthys)은 금눈돔목에 속하는 조기어류 속의 하나이다. 기베리크티스과(Gibberichthyidae)의 유일속이다. 학명은 "곱사등"(humpbacked)을 의미하는 라틴어 "깁바"(gibba)와 "물고기"(fish)를 의미하는 그리스어 "이크티스"(ichthys)의 합성어이다. 열대 대서양 서부와 인도양 서부 그리고 태평양 서부와 남서부의 수심 약 400-1000m 깊이에서 발견된다. 이전에는 스테파노베리스목에 포함시켰으나 현재는 금눈돔목으로 분류한다.

## 하위 종
기베리크티스속은 다음과 같이 분류한다.
- Gibberichthys latifrons (Thorp, 1969)
- Gibberichthys pumilus A. E. Parr, 1933